# Michail Katjenovskij

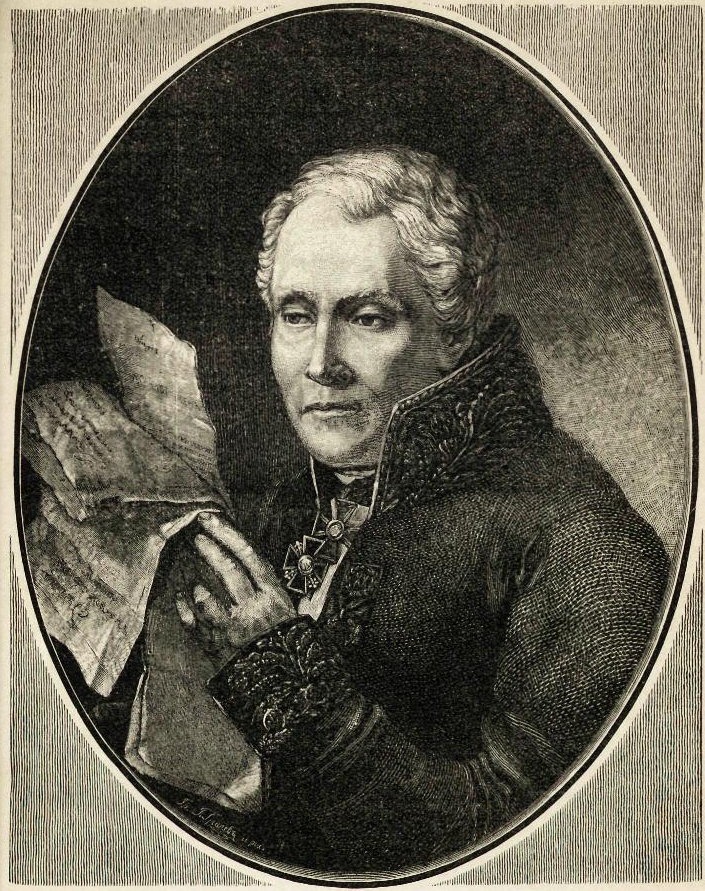
Michail Katjenovskij

Michail Trofimovitj Katjenovskij (ryska: Михаил Трофимович Каченовский), född 12 november (gamla stilen: 1 november) 1775 i Charkov, död 1 maj (gamla stilen: 19 april) 1842 i Moskva, var en rysk historiker, litteraturkritiker och redaktör.
Efter knapphändiga elementarstudier och åtskilliga års tjänst som bland annat underofficer och stadsskrivare, medverkade Katjenovskij från 1799 i ett par tidskrifter som författare i tidens "sentimentala" genre, kom som Aleksej Razumovskijs bibliotekarie till Moskva och redigerade, med ett och annat avbrott, 1804–30 "Vjestnik Jevropy", Rysslands första litterär-politiska tidskrift av någon betydelse (uppsatt 1802 av Nikolaj Karamzin). 
Från 1810 var Katjenovskij professor vid Moskvauniversitetet (från 1835 i de slaviska folkens historia och litteratur). Utan egna djupare studier anslöt sig han som historiker till den "kritiska skolan" (företrädd av August Ludwig von Schlözer och Barthold Georg Niebuhr), men slog över i ren skepticism: Rysslands historia börjar först på 1200-talet; alla äldre källor, krönikor, "ryska rätten" o.s.v. är förfalskningar från 1200-talet. På äldre år sysslade han även med svenska. 
Katjenovskij användes i en mängd offentliga uppdrag, som skolinspektör, censor m.m. och var ännu 1837–42 universitetets rektor. Vid sin död stod han tämligen främmande för samtidens vetenskapliga och litterära strömningar.